# WeCapital
WeCapital（ウィーキャピタル）は、東京都港区六本木4丁目に本拠を置く、金融商品の電子取引事業を展開する日本のベンチャー企業。投資・配当型クラウドファンディングの運営を企画・運営。

## 概要
2013年設立。2022年、投資と資金調達を日本で浸透させ、金融商品をECで買える環境。あらゆるものを証券化することで、ビジネスの挑戦者と応援者が出会え、支え合える市場の構築。松田悠介が、そうした世界観の実現を目指し、2022年代表取締役に就任。 
松田はかつてプラットフォーム事業である「FUNDINNO」の創業に携わった経歴がある。2015年に、その前年に改正された金融商品取引法(金商法)が施行されたことで、電子的に未上場株の募集取扱が解禁され、ライセンスを取得し、第一種金融商品取引業での業務を行っていた。その後、第二種金融商品取引業でも電子募集が解禁されたことで、現在同社が運営を目指す「ヤマワケ」を構想することとなった。松田はFinTech(フィンテック)と言われる金融と情報技術を結びつけた業界が日本では根付いておらず、モノはEC(電子商取引)で買うが金融商品をECで買うような環境の実現が遅れていることを痛感。これを実現すべく同社代表取締役に就任した。
投資・配当型クラウドファンディングの運営を目指すべく、子会社ヤマワケエステート株式会社が運営する最小1万円からの不動産クラウドファンディングのサービス提供を行っている。取扱商品のアンバサダーは本田圭佑が務める。
2024年には、一般社団法人global construction union及び、Knight Frankグループ「Knight Frank Korea」と資本業務提携を行い、日本・韓国をはじめ、アジア圏での新規案件創出を目指すとしている。中期計画は「ヒト、モノ、コトのあらゆるものを証券化して、スマホで購入できる金融商品のAmazonのような世界をつくること」とし、将来的には、特産品や遊休不動産など地元の資産を証券化することで、地方経済にキャッシュを呼び込む構想を持つ。
2024年9月には、韓国のグローバル市場投資に関するソリューションを提供する企業である株式会社Inmark Asset Managementと、日本・韓国・アジア圏における不動産を含む投資商品のクラウドファンディング事業に関する業務提携を締結した。
2024年10月11日、REVOLUTIONの子会社となり、互いに補完し合う体制を整える。

## 事業内容

### 投資・配当型クラウドファンディング

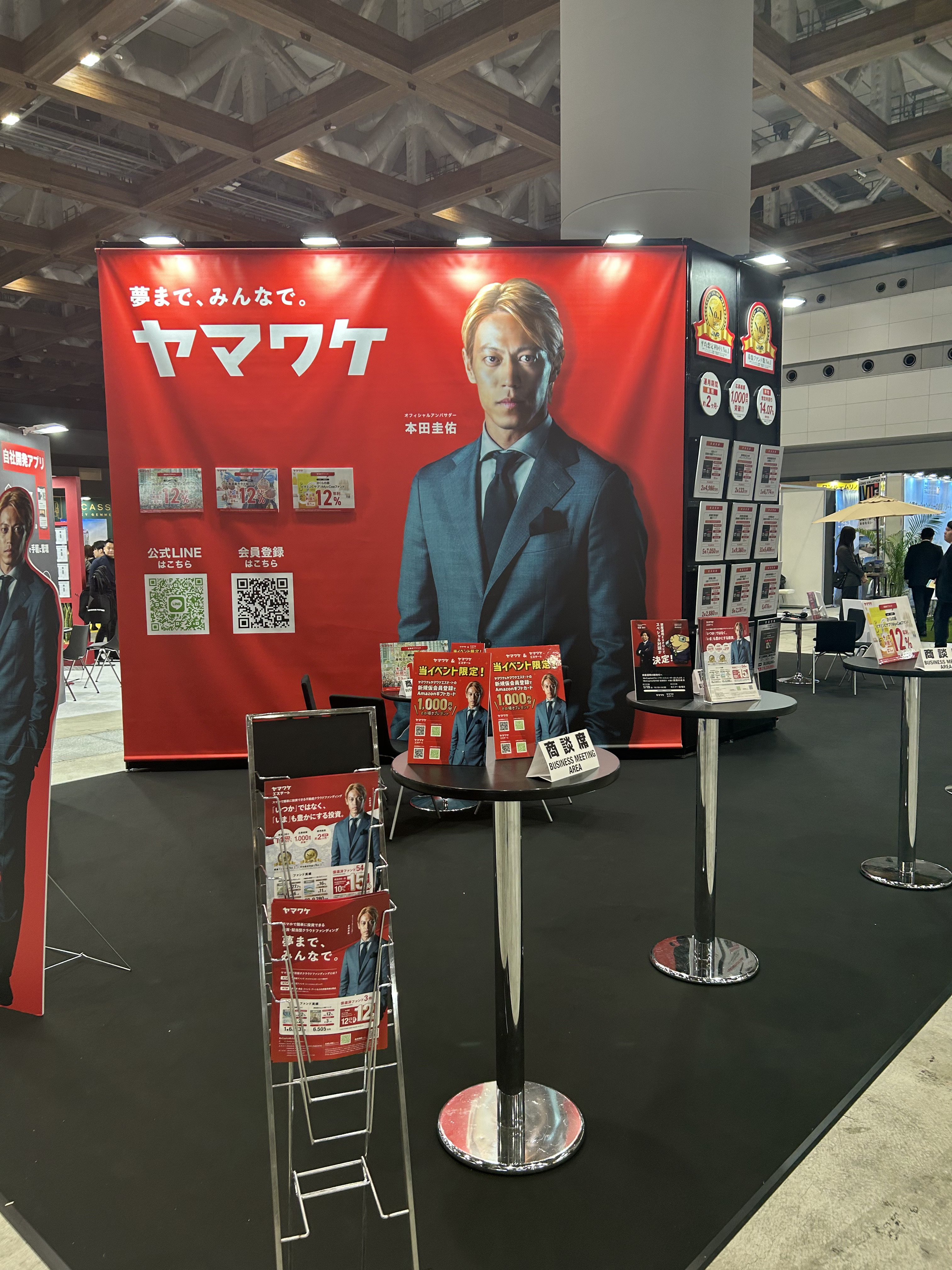
東京ビッグサイトで開催された「第8回 資産運用EXPO2025【春】」に出展した際の同社のブース

投資・配当型クラウドファンディングで商品名が「ヤマワケ」。2023年9月26日に開始された。第二種金融商品取引業登録の同社がクラウドファンディングを運営することで、クラウドファンディングを通じて出資した事業者の業績が向上した場合には投資家に「リターンを配当する」という形で還元する。不動産などに小口で出資することで家賃収入や売却益の一部が出資比率により分配される仕組みで、物件にもよるが運用期間の終了を待たずに配当を出すという特徴を持つ。これをライブイベントやアート、太陽光などに押し広げるなど、様々な商品を証券化することを目指すプラットフォームである。
投資対象を不動産、太陽光発電、貴金属、車両、イベント、調剤薬局、大型リゾート、店舗、ビジネス等、特定のテーマに限定することなく幅広い分野に渡る。投資家が自身の投資スタイルや興味にフォーカスしての選択を可能とした。商品から得られる利益を、配当で還元される「インカム型」、値上がり益を得られる「キャピタル型」、またその両方から出資額に応じた利益を得られる「ハイブリッド型」の3つを構想。
「ヒト」への投資を視野に入れ、例えば億円単位の先行投資を伴うアイドルユニットを売り出すため、先行投資費用をファンド化することで、アイドルユニットの版権や、ライブイベントの入場料収入や放映権収入、CM出演料などの収益を3-10年間にわたり受領するといったスキームを構築。単なる資産運用の枠にとどまらず、地方創生や地域活性化を目指したプロジェクトを通じ、社会貢献を実現する資産運用の形を目指している。

#### ヤマワケエステート
最小1万円からの不動産クラウドファンディングで二種金融商品取引業に属する商品。商品名は「ヤマワケエステート」（不動産クラウドファウンディング）、アート作品の売買・賃貸・管理を行う「ヤマワケアート」、家賃債務保証の「ヤマワケギャランティ」、金融サービスの「ヤマワケレンディング」がある。「ヤマワケエステート」は同社の100％子会社であるヤマワケエステート株式会社により、不動産特定共同事業法に基づき運営される不動産クラウドファンディングプラットフォーム。会員と匿名組合契約を締結し、集めた資金で不動産を取得・賃貸し、これを賃借又は売却等することにより運用する。得られた賃料収益及び物件売却益は会員に分配される仕組み。投資期間が数カ月から1年程度と短く、年換算した利回りが8-10%程度である
。
2025年2月4日には、不動産の投資型クラウドファンディングサービス「ヤマワケエステート」の公式アプリを開設し、スマートフォンからの投資を可能とした。投資だけでなく、ファンドの募集開始の日時や入金期日などの通知を即座に受けることができたり、運用中のファンド情報や最新の配当状況が確認できる。
2023年9月にサービスを開始。1年で会員数22,000人超えを達成。2024年8月末までの11か月間で案件数は108件。召喚数は14件。調達金額総額は230億円。2025年1月には応募総額1091億円、登録会員数は約3万人に達した。また、毎月平均10件以上のファンドを募集し、日本マーケティングリサーチ機構 不動産投資クラウドファンディングサービスにおける市場調査で「募集ファンド数No.1」との評価を受けるなど、高い支持を得ている。　

## 沿革
- 2013年
  - 4月10日、株式会社シーエムディーアセットマネジメントを設立。
- 2022年
  - 2月18日、松田悠介が代表取締役に就任。
  - 2月18日、商号をWeCapital株式会社に変更。これに伴い、本社オフィスを芝大門に移転。
- 2023年
  - 1月6日、子会社ヤマワケレンディング株式会社を設立。
  - 3月3日、橋口遼が代表取締役に就任。これにより、代表取締役が2名となる。
  - 5月1日、本社オフィスを西新橋に移転。
  - 8月24日、子会社ヤマワケアート株式会社を設立。
  - 7月、一般社団法人 Fintech協会に加盟[20]。
  - 9月1日、日本STO協会に賛助会員として入会[21]。
  - 9月7日、子会社株式会社CALの商号をヤマワケエステート株式会社に変更。
  - 9月26日、子会社ヤマワケエステート株式会社が不動産クラウドファンディング「ヤマワケエステート」のサービスを開始。
  - 9月26日、サッカー元日本代表で実業家の本田圭佑が公式アンバサダーに就任。
  - 9月26日、公式YouTubeチャンネル「ヤマワケチャンネル」を公開。
  - 9月29日、公式オウンドメディア「ヤマワケJOURNAL」を公開。
  - 11月13日、ホリエモンチャンネルに代表の松田が出演。
  - 11月28日、子会社ヤマワケアート株式会社がアートギャラリー「Yamawake art gallery」をオープン。
  - 11月29日、全国のタクシーサイネージ『Tokyo Prime』にてCM配信開始。
  - 12月1日、テレ東BIZ 世界経済LIVEに代表の松田が出演。
  - 12月27日、Business Journalにて、代表の松田と女子大生タレントの桐原愛歩が対談。
- 2024年
  - 1月17日、ヤマワケエステート株式会社の子会社となるヤマワケギャランティ株式会社を設立。
  - 1月18日、Nontitleチャンネル SEASON3のスポンサーとなる。
  - 1月24日、Knight Frankグループ Knight Frank Koreaと資本業務提携。
  - 2月24日、一般社団法人global construction unionと資本業務提携。
  - 3月16日、たぱぞう投資大学に代表の松田が出演。
  - 3月31日、ヤマワケエステートの累計調達額が95億円を超える。
  - 4月3日、みんかぶマガジンに代表の松田のインタビューを掲載。
  - 4月6日、Nontitleチャンネル SEASON3 DEMODAYに代表の松田が起業家&投資家の審査員として生出演。
  - 5月7日、本社オフィスを六本木に移転。
  - 6月30日、ヤマワケエステートのサービスローンチからの応募総額が600億円突破[22]。
  - 9月5日、韓国の株式会社Inmark Asset Managementと、日本・韓国・アジア圏における不動産を含む投資商品のクラウドファンディング事業に関する業務提携を締結[10]。
  - 10月11日、REVOLUTIONの子会社となる[11][23]。
- 2025年
  - 1月15日 - 投資家保護と社内の危機管理およびガバナンス体制の強化を目的として、「危機対策室」を設置。元警察庁長官の金髙雅仁が危機対策室長兼最高顧問に就任[24][25]
  - 1月31日、金融庁適格機関投資家届出[4]

出典

## 加盟団体
- 一般社団法人 日本STO協会（賛助会員）[21]
- 一般社団法人 不動産テック協会[28]
- 一般社団法人 Fintech協会[20]
- 一般社団法人第二種金融取引業協会